# إغناسيو (كولورادو)
إغناسيو (بالإنجليزية: Ignacio, Colorado)‏ هي بلدة تقع في مقاطعة لا بلاتا، كولورادو بولاية كولورادو في الولايات المتحدة. تبلغ مساحتها 0.7 (كم²)، وترتفع عن سطح البحر 1967 م، بلغ عدد سكانها 669 نسمة في عام 2000 حسب إحصاء مكتب تعداد الولايات المتحدة وتصل الكثافة السكانية فيها 955.7 نسمة/كم2.

## وصلات خارجية
- Town of Ignacio
- The US50 - Cities and Towns in Colorado State
- Colorado Cities and Towns, Facts, Map, Flag, Colleges, Government, and More